# Реванш (фильм, 2008)
«Рева́нш» (нем. Revanche) — австрийский фильм режиссёра Гётца Шпильмана, вышедший на экраны в 2008 году. Премьера фильма состоялась на Берлинском международном кинофестивале в феврале 2008 года. Он получил хорошие отзывы критиков и несколько наград, а также был номинирован в 2009 году на премию «Оскар» за лучший фильм на иностранном языке.

## Сюжет
Алекс работает шофером в Вене в районе красных фонарей у владельца местного борделя «Золушка». Здесь же работает проститутка с Украины Тамара, с которой у него бурный роман. Они вместе хотят вырваться из душных объятий Вены и начать новую жизнь. А для этого нужны деньги. Во время встречи со своим дедом, Хауснером, который живёт на приусадебном участке в пригороде, Алекс решает ограбить местный банк.
У Хауснера есть соседка Сюзанна, продавщица местного магазина, которая живёт неподалёку и посещает его регулярно, чтобы поговорить и убедиться, что он в порядке. Она замужем за Робертом, местным полицейским. Они хотят ребёнка, но беременность Сюзанны обернулась выкидышем. У Роберта проблемы с повторным зачатием и поэтому Сюзанна хочет усыновить ребёнка, но Роберт отказывается и не признает, что у него есть какие-либо проблемы. Из-за этого оба страдают.
У Тамары плохое предчувствие относительно грабежа банка и она предлагает следующее: пока Алекс будет в банке, она подождет его в угнанном авто неподалёку. Роберт случайно проходит мимо банка, когда Алекс в маске покидает его. Алекс угрожает ему ружьем, прыгает в машину и уезжает. Роберт стреляет по шинам авто, но попадает в Тамару.
Когда Алекс понимает, что Тамара смертельно ранена и умирает, он в отчаянии бросает автомобиль с телом Тамары в лесу и направляется к Хауснеру, у которого намерен скрываться. Потеря любимой делает его очень замкнутым, он разочарован и зол и находит некоторое облегчение в заготовке дров на зиму, чем и занимается каждый день. Дед, по-видимому, не замечает его уныния и, будучи веселым и жизнерадостным, играет изо дня в день на аккордеоне.
Отношения Роберта и Сюзанны трещат по швам, потому как он постоянно носит с собой фотографию Тамары, обвиняя себя в её непреднамеренном убийстве, часто смотрит на фото и в целом выглядит помешанным. Его коллеги не принимают ситуацию всерьез, поощряют его словами о том, что он убил сообщника в ограблении банка, поступил верно и ему не о чём беспокоиться. Роберт не в состоянии обсудить этот вопрос с кем-либо.
В магазине Алекс и Хауснер встречают Сюзанну, которая рассказывает им об ограблении банка и о поступке мужа, который стрелял в автомобиль. Это оказывает сильнейшее влияние на Алекса, он становится небрежным, не следит за разговором, а ночью начинает шпионить за парой в их доме и за Робертом, когда тот бегает в лесу.
Во время одной из прогулок Алекс встречает Сюзанну и пытается преследовать её. Она замечает это и приглашает его в свой дом, намекая, что будет в этот вечер одна. Она предлагает ему бокал вина, они разговаривают, Алекс выглядит депрессивно и почти безумно. Немного позже он спрашивает Сюзанну, не хочет ли она заняться сексом. К его удивлению, она охотно соглашается. Алекс занимается сексом очень жестко, находя в этом выход своей накопившейся агрессии. Позже он идет в душ. Когда Алекс уходит, Сюзанна спрашивает, не хочет ли он прийти в следующий раз.
Алекс подкарауливает Роберта в лесу, во время одной из его пробежек. Когда тот приближается, направляет в сторону Роберта пистолет, но что-то не срабатывает.
Сюзанна и Алекс опять встречаются в магазине, после чего идут к ней, чтобы заняться сексом. Алекс рассказывает ей, что до недавнего момента у него была подруга, её убили и теперь он думает о мести.
Ночью Сюзанна просыпается от звука автомобиля. Она понимает, что Роберт пришёл домой и прогоняет Алекса. Роберт, плача, рассказывает Сюзанне, что был объявлен непригодным к службе в полиции и отстранен от всех дел. Он показывает ей фотографию той, в чьем убийстве он винит себя.
Несколько дней спустя Алекс встречает Роберта в лесу и они садятся на скамейку на берегу озера. В ходе беседы они затрагивают тему ограбления, Роберт говорит, что смерть молодой женщины не выходит из его головы, что он не хотел убивать, а стрелял только по шинам. Алекс спрашивает, не боится ли он, что грабитель найдет его и попытается отомстить, на что Роберт отвечает: «Что же, добро пожаловать…»
Когда Роберт уходит, Алекс бросает пистолет в озеро.
В тот вечер Сюзанна говорит мужу, что наконец беременна.
Позже она посещает Алекса в его доме и видит фотографию Тамары на письменном столе. Наконец ей всё становится ясно.

## В ролях
| Актёр              | Роль                     |
| ------------------ | ------------------------ |
| Йоханнес Криш      | Алекс                    |
| Ирина Потапенко    | Тамара                   |
| Андреас Луст       | Роберт                   |
| Урсула Штраус      | Сюзанна                  |
| Йоханнес Танхайзер | дедушка Хауснер          |
| Ханно Пёшль        | владелец борделя Конечны |

## Награды и номинации

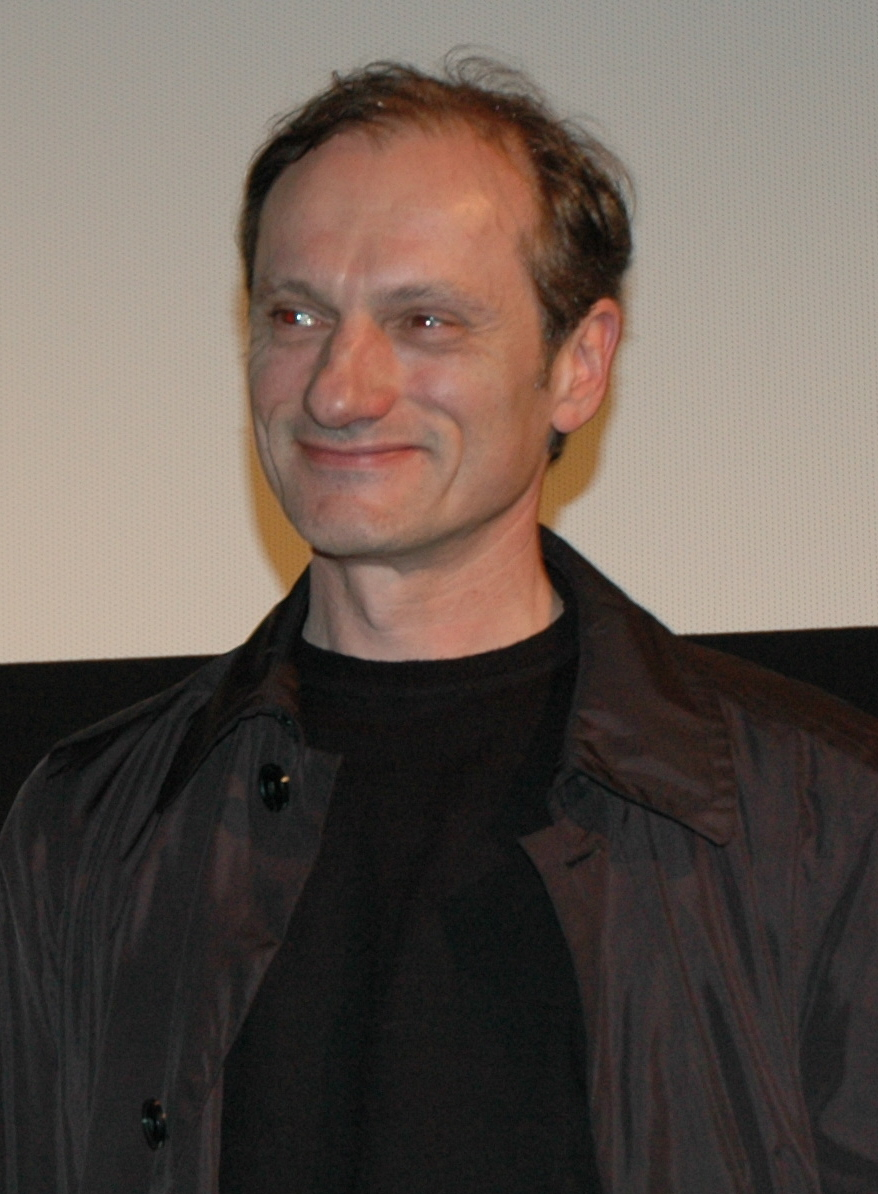
Гётц Шпильман на премьере фильма в Линце

- 2008 — три приза Берлинского кинофестиваля: C.I.C.A.E. Award и Label Europa Cinemas (Гётц Шпильман), Femina-Film-Prize за работу художника (Мария Грубер)
- 2008 — три премии «Диагональ» (Австрия): Гран-при за лучший австрийский фильм (Гётц Шпильман), Специальный приз жюри (Урсула Штраус), приз Ассоциации австрийских кинооператоров за лучшую операторскую работу (Мартин Гшлахт)
- 2008 — специальное упоминание German Independence Award на кинофестивале в Ольденбурге (Ирина Потапенко)
- 2009 — два приза кинофестиваля в Тромсё (Норвегия): приз ФИПРЕССИ и приз «Аврора» (Гётц Шпильман)
- 2009 — приз ФИПРЕССИ на кинофестивале в Палм-Спрингс (Гётц Шпильман)
- 2009 — приз From A to A Award на кинофестивале в Мотовуне (Гётц Шпильман)
- 2009 — номинация на премию «Оскар» за лучший фильм на иностранном языке